# Ítrio
O Ítrio é um elemento químico de símbolo Y, número atômico 39 (39 prótons e 39 elétrons), com massa atómica 88,90584(2) u. Na temperatura ambiente o ítrio encontra-se no estado sólido. É um metal da série metal de transição pertencente ao grupo 3 (anteriormente denominado 3B) da Classificação Periódica dos Elementos. É comum em minérios lantanídeo, e dois de seus componentes são usados para a obtenção da imagem vermelha em televisão a cores. Foi descoberto por Johan Gadolin em 1794 e isolado por Friedrich Wöhler em 1828.

## Características Principais
O ítrio é um metal pertencente ao conjunto de elementos denominados terras raras, aspecto prateado metálico com brilho, relativamente estável no ar, e quimicamente semelhante aos lantanídios. Lascas ou fragmentos do metal podem inflamar-se quando a temperatura é superior a 400 °C. Finamente dividido é muito instável em presença do ar. O metal tem uma seção transversal baixa para a captação nuclear. Seu estado de oxidação mais comum é +3.
O ítrio está sendo estudado como uso para a produção de ferro fundido nodular, Potencialmente o ítrio pode ser usado na composição de cerâmicas e vidros, devido ao fato de seu óxido apresentar elevado ponto de fusão, alta resistência mecânica e baixas características de expansão.

## Aplicações
O óxido de ítrio é o composto mais importante de ítrio e é extensivamente usado para a produção de YVO4 e Y2O3 utilizados em fósforos de európio para dar a coloração vermelha em cinescópios de televisão Outros usos: 
- O óxido de ítrio também é usado para a produção de granadas de ítrio e ferro muito eficazes como filtros de micro-ondas..
- Granadas de ítrio e alumínio, de ítrio e ferro, e de ítrio e gadolínio ( exemplos: Y3Fe5O12 e Y3Al5O12) apresentam interessantes propriedades magnéticas. A granada de ítrio e ferro é muito eficiente como transmissor e transdutor da energia sonora. A granada de ítrio e alumínio apresenta dureza 8,5 sendo usada para lapidação ou como gema ( substituto do diamante )
- Quantidades pequenas deste elemento ( 0,1 a 0,2% ) tem sido utilizados para reduzir o tamanho de grãos de crômio, molibdênio, titânio e zircônio. É usado também para aumentar a resistência das ligas de alumínio e magnésio.
- Usado como catalisador para a polimerização do etileno
- Granada de alumínio e ítrio, fluoreto de lítio e ítrio e o vanadato de ítrio são usados em combinação com dopantes tais como neodímio ou érbio em lasers infravermelhos
- O ítrio pode ser usado para desoxidar vanádio e outros metais não ferrosos.
- O ítrio também é importante na elaboração de cerâmicas supercondutoras de elevada temperatura crítica.

## História
O ítrio (nome derivado de Ytterby, vila sueca perto de Vaxholm) foi descoberto por Johan Gadolin em 1794 e isolado por Friedrich Wohler em 1828 como um extrato impuro de ítria com a redução do cloreto de ítrio anidro ( YCl3 ) com potássio. A ítria (Y2O3) é um óxido de ítrio que foi descoberto por Johan Gadolin em 1794 no mineral gadolinita proveniente de Ytterby.
Em 1843 Carl Mosander demonstrou que a "ítria" era constituída, na realidade, por óxidos formados por três elementos diferentes: ítrio, érbio e térbio
A mina situada perto da vila de Ytterby proporcionou a extração de diversos minerais que continham terras raras e outros elementos, alguns ainda desconhecidos. Os elementos térbio, érbio, itérbio e ítrio foram nomeados em homenagem a esta cidade.

## Ocorrência
Este elemento não é encontrado livre na natureza. É encontrado em quase todos os minerais de terras raras e minerais de urânio. O ítrio é recuperado comercialmente de areias monazíticas, ( com 3%, além de [(Ce, La, etc.)PO4)], e da bastnasita ( com 0,2%, além de [(Ce, La, etc.)(CO3)F]). pode ser produzido a partir da redução do fluoreto de ítrio com cálcio. Este metal também pode ser obtido utilizando outras técnicas. É difícil separá-lo de outras terras raras, e quando extraído, apresenta-se como um pó cinza escuro.
As amostras das rochas lunares coletadas durante o programa Apollo continham um índice elevado de ítrio.

## Isótopo
O ítrio apresenta um único isótopo natural: Y-89. Os radioisótopos mais estáveis são o Y-88 com uma meia-vida de 106,65 dias e o Y-91 com uma meia-vida de 58,51 dias. Os demais isótopos radioactivos apresentam períodos de semi-desintegração inferiores a um dia, exceto o Y-87 cuja meia-vida é de 79,8 horas. O principal modo de decaimento dos isótopos com massas abaixo do Y-89 estável é a captura eletrônica, e acima é a emissão beta. Vinte e seis isótopos instáveis foram caracterizados.
O Y-90 existe em equilíbrio com o seu isótopo paterno estrôncio-90, que é um produto resultante de explosões nucleares. 

## Precauções
Os compostos que contêm este elemento raramente são encontrados pelas pessoas, entretanto deve-se considerá-los altamente tóxicos, mesmo que muitos compostos de ítrio apresentam poucos riscos aos humanos. Os sais de ítrio podem ser carcinógenos. Este elemento não é encontrado normalmente nos tecidos humanos, e não desempenham nenhum papel biológico conhecido.